# Mortagne-au-Perche
Mortagne-au-Perche é uma comuna francesa na região administrativa da Normandia, no departamento Orne. Estende-se por uma área de 8,6 km². Em 2010 a comuna tinha 4 097 habitantes (densidade: 476,4 hab./km²).